# Lo stesso tempo
Lo stesso tempo, l'istesso tempo, of l'istesso is een Italiaanse muziekterm. De aanwijzing wordt gebruikt wanneer in een muziekstuk de maatsoort wijzigt (bijvoorbeeld van een 3/4 maat naar een 6/8 maatsoort), maar dat deze wijziging niet gepaard dient te gaan met een wijziging in het tempo. Indien deze aanwijzing niet gegeven wordt, kan onduidelijkheid ontstaan over het te spelen tempo. Men heeft dan immers de keuze tussen de lengte van een gegeven notenwaarde gelijk te houden, bijvoorbeeld dat de tijdsduur van een kwartnoot in de aan de maatsoortswijziging voorafgaande maatsoort gelijk is aan die kwartnoot na deze wijziging. Echter kan het ook voorkomen dat niet de notenwaarde, maar het kan ook zijn dat niet de lengte van een gegeven notenwaarde, maar de tactus gelijk blijft. In dit geval wordt bijvoorbeeld de lengte van een kwartnoot in een driekwartsmaat, gelijk aan de lengte van een achtste noot in een 6/8 maat. De aanwijzing lo stesso tempo geeft uitsluiting; de lengte van een gegeven notenwaarde blijft na de maatsoortwisseling gelijk aan die waarde voor de wisseling.